# Tapalpa (kommun)
Tapalpa är en kommun i Mexiko.   Den ligger i delstaten Jalisco, i den centrala delen av landet, 500 km väster om huvudstaden Mexico City. Antalet invånare är 16 057.
Följande samhällen finns i Tapalpa:
- Tapalpa
- Ferrería de Tula
- Los Colonos
- Cópala
- Loma Alta
- San Pedro
- La Cañada Tezcaltilti
- La Frontera
- Los Robles
- San Miguel
- La Cofradía del Rosario
- San Francisco de Tula